# Stranraer (circonscription du Parlement d'Écosse)
Stranraer dans le Wigtownshire était un Burgh royal qui a élu un Commissaire au Parlement d'Écosse et à la Convention des États.
Après les Actes d'Union de 1707, Stranraer, New Galloway, Whithorn et Wigtown ont formé le district de Wigtown, envoyant un membre à la Chambre des communes de Grande-Bretagne.

## Liste des commissaires de burgh
- 1685–86: Peter Paterson, provost  [1]
- 1689 (convention), 1689: John Dalrymple le jeune de Stair (prise de fonction publique, 1689) [2]
- 1690–1701: Sir Patrick Murray  [2]
- 1702–07: George Dalrymple (fils du vicomte Stair)[3]